# Gloria Glens Park
Gloria Glens Park és una població dels Estats Units a l'estat d'Ohio. Segons el cens del 2000 tenia 538 habitants.

## Demografia
Segons el cens del 2000, Gloria Glens Park tenia 538 habitants, 199 habitatges, i 147 famílies. La densitat de població era de 1.888,4 habitants per km².
Dels 199 habitatges en un 36,2% hi vivien nens de menys de 18 anys, en un 57,3% hi vivien parelles casades, en un 11,6% dones solteres, i en un 26,1% no eren unitats familiars. En el 20,1% dels habitatges hi vivien persones soles el 8% de les quals corresponia a persones de 65 anys o més que vivien soles. El nombre mitjà de persones vivint en cada habitatge era de 2,7 i el nombre mitjà de persones que vivien en cada família era de 3,11.
Per edats la població es repartia de la següent manera: un 27,7% tenia menys de 18 anys, un 7,8% entre 18 i 24, un 32,9% entre 25 i 44, un 21% de 45 a 60 i un 10,6% 65 anys o més.
L'edat mediana era de 34 anys. Per cada 100 dones de 18 o més anys hi havia 99,5 homes.
La renda mediana per habitatge era de 46.750 $ i la renda mediana per família de 52.891 $. Els homes tenien una renda mediana de 36.964 $ mentre que les dones 22.321 $. La renda per capita de la població era de 19.937 $. Cap de les famílies i l'1,3% de la població estaven per davall del llindar de pobresa.

## Poblacions més properes
El següent diagrama mostra les poblacions més properes.